# Andreas Haider-Maurer
Pour les articles homonymes, voir Maurer.
Andreas Haider-Maurer, né le 22 mars 1987 à Zwettl, est un joueur de tennis autrichien professionnel de 2005 à 2018.

## Carrière
Il n'a gagné aucun titre sur le circuit principal mais a atteint la finale de l'Open de Vienne 2010.
Sur le circuit Challenger, il a remporté neuf titres en simple (Caltanissetta en 2011, Côme et Brașov en 2012, Timișoara, Poznań et Brașov en 2013, Brașov et Trnava en 2014 et Meerbusch en 2015) et atteint cinq autres finales (Düsseldorf en 2007, Marbourg, San Benedetto et Banja Luka en 2012 et San Benedetto en 2014).
En tournois Future, il compte neuf titres et cinq finales.

### 2010: première finale
Andreas Haider-Maurer attaque les qualifications du plus grand tournoi de son pays, l'Open de Vienne en étant classé 157e, il remporte ses deux premiers matchs mais doit abandonner contre Marsel Ilhan lors de son dernier match. Il est repêché à la suite du forfait du no 24 mondial Ernests Gulbis, ce qui lui évite les têtes de série jusqu'en quart. Au premier tour, il a l'honneur de jouer face à son compatriote invité du tournoi Thomas Muster, no 974 et 43 ans, meilleur joueur autrichien de tous les temps, qui fait son retour sur le circuit principal. Il le bat en deux sets et atteint ensuite les quarts de finale, où il vient à bout de Marin Čilić, no 14 mondial et tête de série no 2. Il échoue dans sa première finale contre un autre compatriote et joueur en forme du moment, no 12 mondial et futur top 10, Jürgen Melzer, alors qu'il a servi pour le gain du titre. Il effectue un bond de quarante-deux places au classement mondial en passant à la 115e position.

### 2011: confirmation dans le top 100
Andreas Haider-Maurer intègre le top 100 le 4 avril 2011 à la place de 96e mondial.

## Palmarès

### Finale en simple messieurs
| No | Date       | Nom et lieu du tournoi             | Catégorie | Dotation  | Surface    | Vainqueur     | Score            |          |
| -- | ---------- | ---------------------------------- | --------- | --------- | ---------- | ------------- | ---------------- | -------- |
| 1  | 25-10-2010 | Bank Austria Tennis Trophy, Vienne | ATP 250   | 575 250 € | Dur (int.) | Jürgen Melzer | 610-7, 7-64, 6-4 | Parcours |

## Parcours dans les tournois duGrand Chelem

### En simple
| Année | Open d'Australie | Open d'Australie | Internationaux de France | Internationaux de France | Wimbledon       | Wimbledon        | US Open         | US Open          |
| ----- | ---------------- | ---------------- | ------------------------ | ------------------------ | --------------- | ---------------- | --------------- | ---------------- |
| 2010  | —                | —                | —                        | —                        | —               | —                | 1er tour (1/64) | Robin Söderling  |
| 2011  | —                | —                | 2e tour (1/32)           | A. Dolgopolov            | 2e tour (1/32)  | David Nalbandian | 1er tour (1/64) | Sergueï Bubka    |
| 2012  | —                | —                | 1er tour (1/64)          | Bernard Tomic            | —               | —                | —               | —                |
| 2013  | —                | —                | 1er tour (1/64)          | Nicolás Almagro          | 1er tour (1/64) | Go Soeda         | 2e tour (1/32)  | M. Kukushkin     |
| 2014  | —                | —                | 2e tour (1/32)           | Ivo Karlović             | 2e tour (1/32)  | Marin Čilić      | 1er tour (1/64) | R. Bautista-Agut |
| 2015  | 2e tour (1/32)   | John Isner       | 1er tour (1/64)          | D. Schwartzman           | 1er tour (1/64) | R. Berankis      | 2e tour (1/32)  | Novak Djokovic   |
| 2016  | —                | —                | —                        | —                        | —               | —                | —               | —                |
| 2017  | —                | —                | —                        | —                        | 1er tour (1/64) | R. Bautista-Agut | 1er tour (1/64) | Evgeny Donskoy   |
| 2018  | 1er tour (1/64)  | A. Dolgopolov    | 1er tour (1/64)          | Karen Khachanov          | —               | —                | —               | —                |

N.B. : à droite du résultat se trouve le nom de l'ultime adversaire.

### En double
| Année | Open d'Australie                | Open d'Australie        | Internationaux de France | Internationaux de France | Wimbledon                       | Wimbledon             | US Open                         | US Open                        |
| ----- | ------------------------------- | ----------------------- | ------------------------ | ------------------------ | ------------------------------- | --------------------- | ------------------------------- | ------------------------------ |
| 2011  | —                               | —                       | —                        | —                        | —                               | —                     | 1er tour (1/32) Blaž Kavčič     | N. Almagro M. González         |
| 2015  | 1er tour (1/32) R. Berankis     | J.-J. Rojer Horia Tecău | 1er tour (1/32) D. Brown | N. Monroe Artem Sitak    | 1er tour (1/32) D. Brown        | N. Monroe Artem Sitak | —                               | —                              |
| 2017  | —                               | —                       | —                        | —                        | 1er tour (1/32) N. Basilashvili | Hugo Nys A. Šančić    | 1er tour (1/32) N. Basilashvili | J. Benneteau É. Roger-Vasselin |
| 2018  | 1er tour (1/32) N. Basilashvili | Leander Paes Purav Raja | —                        | —                        | —                               | —                     | —                               | —                              |

N.B. : le nom du partenaire se trouve sous le résultat ; le nom des ultimes adversaires se trouve à droite.

## Parcours dans lesMasters 1000
| Année | Indian Wells         | Miami                | Monte-Carlo               | Madrid | Rome | Canada | Cincinnati | Shanghai            | Paris |
| ----- | -------------------- | -------------------- | ------------------------- | ------ | ---- | ------ | ---------- | ------------------- | ----- |
| 2015  | 1er tour Borna Ćorić | 1er tour Borna Ćorić | 1/8 de finale N. Djokovic | —      | —    | —      | —          | 1er tour N. Kyrgios | —     |

N.B. : sous le résultat se trouve le nom de l’ultime adversaire.